# Żar
Żar es una montaña en Beskid Mały, en el sur de Polonia,  con una altura de 761 m sobre el nivel del mar.
Una planta hidroeléctrica de almacenamiento por bombeo de energía (500 MW de generación de energía) se encuentra en la cima de esta montaña. El embalse en la cima de la montaña es de 650 m de largo, hasta 250 m de ancho y hasta 28 m de profundidad. Puede contener hasta 2.310.000 m³ de agua.
Por debajo de la montaña hay un lago artificial (el lago Międzybrodzkie) que fue creado por la represa del río Sola.